# Angela Hewitt

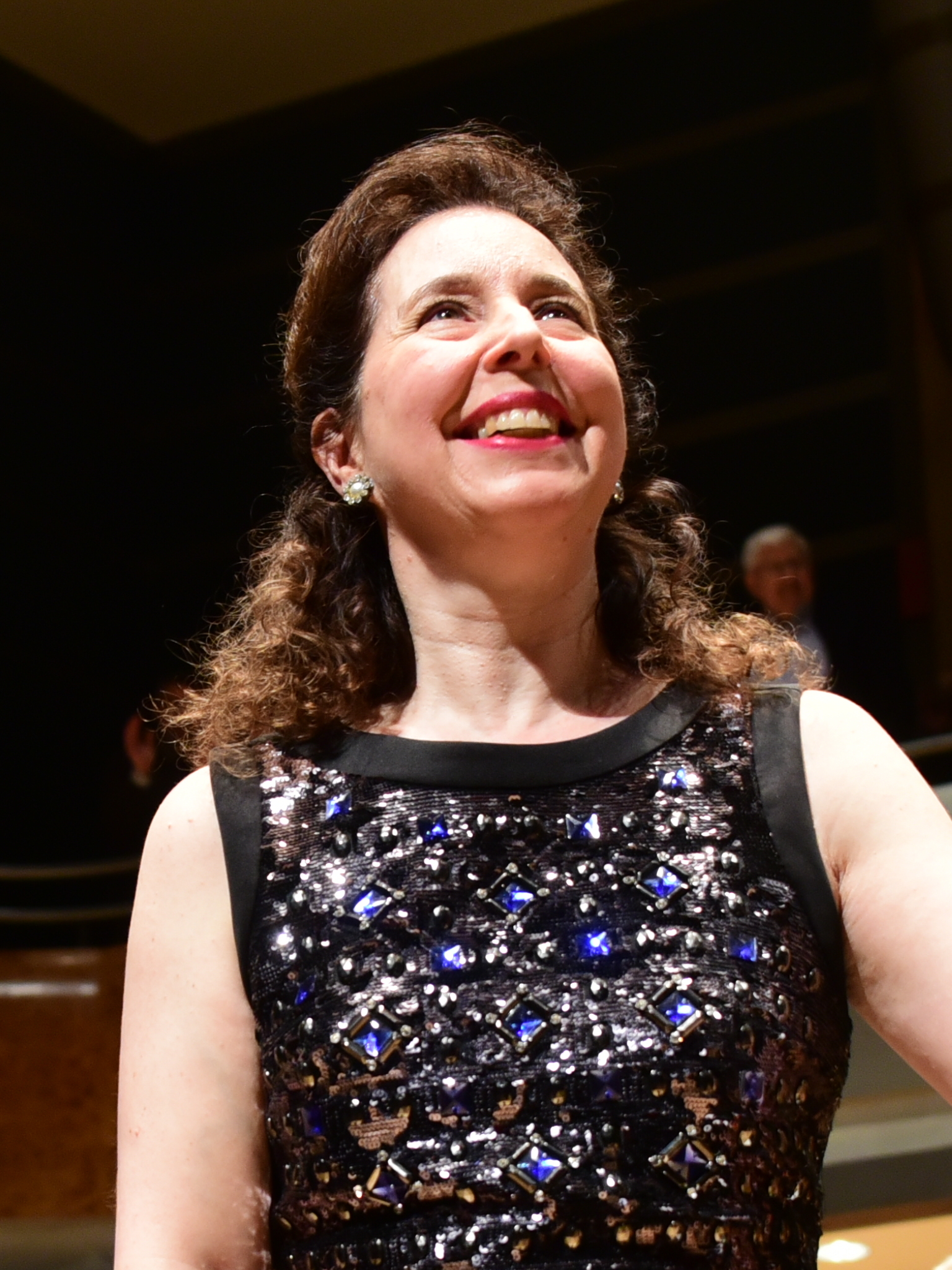
Angela Hewitt in 2017

Angela Hewitt (Ottawa, 26 juli 1958) is een Canadese pianiste.
Ze is afkomstig uit een muzikale familie en begon reeds op driejarige leeftijd piano te studeren. In 1985 won ze de Toronto International Bach Competition. Het was de start van een jarenlange fascinatie voor de muziek van Bach. Ze heeft in een tien jaar lopend project al de belangrijkste klavierwerken van Bach opgenomen en is een van de meest vooraanstaande Bachvertolksters. Haar discografie omvat ook werken uit de Franse barok (Couperin, Rameau), de Italiaanse Barok (Scarlatti), Beethoven en de Duitse romantiek (Schumann), en Franse componisten uit de twintigste eeuw (Messiaen, Ravel).
Ze startte haar eigen muziekfestival, het Trasimeno Music Festival, waarop ze internationaal vermaarde artiesten uitnodigt.
Hewitt maakte sinds 2002 gebruik van een piano die was gebouwd in de Faziolafabriek in Sacile ten noordoosten van Venetië. Deze unieke F278 Fazioli, voorzien van vier pedalen, werd zwaar beschadigd in januari 2020 tijdens een verhuizing. De piano kon niet worden hersteld volgens Paolo Fazioli, de oprichter van de fabriek.